# André Paiement
André Paiement est un dramaturge, musicien et compositeur franco-ontarien, né en 1950 à Sturgeon Falls, maintenant dans la municipalité de Nipissing Ouest (Ontario), et mort en janvier 1978. André Paiement est intimement lié au début du théâtre franco-ontarien,. Membre du groupe musical CANO, il a également écrit plusieurs pièces de théâtre, dont La vie et les temps de Médéric Boileau et Lavalléville. 

## Biographie
André Paiement fait ses études au Collège du Sacré-Cœur de Sudbury puis à l'Université Laurentienne. Encore étudiant, il écrit en 1970, avec des camarades de l'Université Laurentienne, une première pièce Moé j'viens du Nord, stie, qu'ils montent à l'automne dans une mise en scène de Pierre Bélanger. Cette œuvre et les deux suivantes sont collectives; chaque comédien écrit ses propres répliques et André Paiement est l'auteur attitré, rédigeant la version définitive. À la suite de cette première expérience, André Paiement, Pierre Bélanger et leurs compagnons fondent le Théâtre du Nouvel-Ontario  En 1971, l'approche collective et la rupture avec la tradition québécoise du Théâtre du Nouvel-Ontario sont adoptées par la Théâtre Action et le Théâtre de la Corvée de la région d'Ottawa. Toutefois, la pièce Et le septième jour est un échec et la troupe se disperse, les uns et les autres commencent leur carrière dans différents domaines.
André Paiement reconstitue une troupe avec des débutants, aucune formation formelle en théâtre en français n'existant au Nouvel-Ontario à l'époque. André Paiement pratique un théâtre populaire, social et constestataire.
En 1972, il devient membre de la Coopérative des artistes du Nouvel-Ontario (C.A.N.O.), basée à Earlton et crée en 1975 le groupe musical CANO avec qui, il enregistre deux albums, Tous dans le même bateau et Au nord de notre vie. . 
André Paiement se suicide en 1978 à l'âge de 27 ans. Pour certains, André Paiement est un Franco-Ontarien de Sturgeon Falls qui s'est enlevé la vie, probablement pour n'avoir jamais admis sa situation de colonisé, et qui a crié - sous le rire et dans le grotesque des gestes comiques - son désir d'indépendance et d'affirmation française dans un milieu anglais. [réf. nécessaire]

## Thèmatique et esthétique
André Paiement est une figure emblématique de la littérature franco-ontarienne. La condition ontaroise est un thème récurrent chez lui. Ainsi, il décrit La Nuit sur l'étang comme « la folie collective d'un peuple en party ». Dans Moé j'viens du Nord, stie (1970), André Paiement « présente le joual franco-ontarien comme l'expression d'une culture vivante, un aspect fondamental de l'identité franco-ontarienne. » Paradoxalement, le « manque de confiance en l'avenir s'explique, en grande partie, par leur incapacité à bien s'exprimer en français. » La situation du personnage principal, Roger, se détériore en raison de son caractère fougueux et de son manque de discipline mais cela ne l'empêche pas de croire en un avenir meilleur. La fin ouverte de la pièce ne permet pas de conclure mais le texte permet d'explorer les relations père-fils, l'amitié, l'amour, les paradis artificiels, la responsabilité individuelle et aussi celui qui rêve en grand mais ne se donne pas les moyens de ses ambitions. La comédie musicale Et le septième jour... (1970) laisse entrevoir un monde où la musique et l'image prend le pas sur le geste et la parole, jusqu'à une libération finale représentée par l'envol des oiseaux.
La pièce À mes fils bien-aimés (1972), écrite en solo, est particulièrement dure. Trois frères se retrouvent aux funérailles de leur père qui leur lègue conjointement un vieux théâtre, dans l'espoir de les réconcilier. L'un des frères, artiste, tue son cadet, qui veut dilapider le patrimoine. La pièce se termine par la pendaison du personnage. Au contraire, La Vie et les temps de Médéric Boileau (1973), qui combine chansons, mimes et danses, est une œuvre douce et nostalgique traitant de l'amitié et de la forêt. La pièce Lavalléeville (1974) met en scène la vie dans un petit village du Nord de l'Ontario dont les habitants demeurent dans l'ignorance du reste du monde. Plusieurs critiques l'interprètent comme une allégorie de la société franco-ontarienne. 
Avant sa mort, André Paiement écrit :
« Oui Je sens que mon pays

Ne vivra plus, plus tellement longtemps

Oui mon pays désuni

Je l’ai connu

Je l’ai vécu longtemps

Et quand je pense à tous les bons moments

J’ai envie d’y rester

Mais quand je pense à tous ce temps perdu

Je dois m’en aller

Oui je sens que mon pays

Ne vivra plus, plus tellement longtemps »
--- « Mon Pays », paroles et musique par André Paiement

## Œuvres

### Théâtre
- 1970 - Moé j'viens du Nord, stie
- 1970 - Et le septième jour
- 1971 - Pépère parent
- 1972 - À mes fils bien-aimés
- 1973 - La Vie et les temps de Médéric Boileau
- 1974 - Lavalléville, comédie musicale franco-ontarienne
- 1977 - A book of thoughts and words, inédit.

### Chanson
- Voir CANO
- 1968 - At morn, at noon, at twillight dim, inédite.
- 1977 - Blue dradonfly, inédite.